# 1280
Portal Geschichte | Portal Biografien | Aktuelle Ereignisse | Jahreskalender | Tagesartikel

◄ |
12. Jahrhundert |
13. Jahrhundert
| 14. Jahrhundert | ►

◄ |
1250er |
1260er |
1270er |
1280er
| 1290er | 1300er | 1310er | ►

◄◄ |
◄ |
1276 |
1277 |
1278 |
1279 |
1280
| 1281 | 1282 | 1283 | 1284 | ► | ►►
Staatsoberhäupter  · Nekrolog
| Januar | Januar | Januar | Januar | Januar | Januar | Januar | Januar |
| Kw     | Mo     | Di     | Mi     | Do     | Fr     | Sa     | So     |
| ------ | ------ | ------ | ------ | ------ | ------ | ------ | ------ |
| 1      | 1      | 2      | 3      | 4      | 5      | 6      | 7      |
| 2      | 8      | 9      | 10     | 11     | 12     | 13     | 14     |
| 3      | 15     | 16     | 17     | 18     | 19     | 20     | 21     |
| 4      | 22     | 23     | 24     | 25     | 26     | 27     | 28     |
| 5      | 29     | 30     | 31     |        |        |        |        |

| Februar | Februar | Februar | Februar | Februar | Februar | Februar | Februar |
| Kw      | Mo      | Di      | Mi      | Do      | Fr      | Sa      | So      |
| ------- | ------- | ------- | ------- | ------- | ------- | ------- | ------- |
| 5       |         |         |         | 1       | 2       | 3       | 4       |
| 6       | 5       | 6       | 7       | 8       | 9       | 10      | 11      |
| 7       | 12      | 13      | 14      | 15      | 16      | 17      | 18      |
| 8       | 19      | 20      | 21      | 22      | 23      | 24      | 25      |
| 9       | 26      | 27      | 28      | 29      |         |         |         |

| März | März | März | März | März | März | März | März |
| Kw   | Mo   | Di   | Mi   | Do   | Fr   | Sa   | So   |
| ---- | ---- | ---- | ---- | ---- | ---- | ---- | ---- |
| 9    |      |      |      |      | 1    | 2    | 3    |
| 10   | 4    | 5    | 6    | 7    | 8    | 9    | 10   |
| 11   | 11   | 12   | 13   | 14   | 15   | 16   | 17   |
| 12   | 18   | 19   | 20   | 21   | 22   | 23   | 24   |
| 13   | 25   | 26   | 27   | 28   | 29   | 30   | 31   |

| April | April | April | April | April | April | April | April |
| Kw    | Mo    | Di    | Mi    | Do    | Fr    | Sa    | So    |
| ----- | ----- | ----- | ----- | ----- | ----- | ----- | ----- |
| 14    | 1     | 2     | 3     | 4     | 5     | 6     | 7     |
| 15    | 8     | 9     | 10    | 11    | 12    | 13    | 14    |
| 16    | 15    | 16    | 17    | 18    | 19    | 20    | 21    |
| 17    | 22    | 23    | 24    | 25    | 26    | 27    | 28    |
| 18    | 29    | 30    |       |       |       |       |       |

| Mai | Mai | Mai | Mai | Mai | Mai | Mai | Mai |
| Kw  | Mo  | Di  | Mi  | Do  | Fr  | Sa  | So  |
| --- | --- | --- | --- | --- | --- | --- | --- |
| 18  |     |     | 1   | 2   | 3   | 4   | 5   |
| 19  | 6   | 7   | 8   | 9   | 10  | 11  | 12  |
| 20  | 13  | 14  | 15  | 16  | 17  | 18  | 19  |
| 21  | 20  | 21  | 22  | 23  | 24  | 25  | 26  |
| 22  | 27  | 28  | 29  | 30  | 31  |     |     |

| Juni | Juni | Juni | Juni | Juni | Juni | Juni | Juni |
| Kw   | Mo   | Di   | Mi   | Do   | Fr   | Sa   | So   |
| ---- | ---- | ---- | ---- | ---- | ---- | ---- | ---- |
| 22   |      |      |      |      |      | 1    | 2    |
| 23   | 3    | 4    | 5    | 6    | 7    | 8    | 9    |
| 24   | 10   | 11   | 12   | 13   | 14   | 15   | 16   |
| 25   | 17   | 18   | 19   | 20   | 21   | 22   | 23   |
| 26   | 24   | 25   | 26   | 27   | 28   | 29   | 30   |

| Juli | Juli | Juli | Juli | Juli | Juli | Juli | Juli |
| Kw   | Mo   | Di   | Mi   | Do   | Fr   | Sa   | So   |
| ---- | ---- | ---- | ---- | ---- | ---- | ---- | ---- |
| 27   | 1    | 2    | 3    | 4    | 5    | 6    | 7    |
| 28   | 8    | 9    | 10   | 11   | 12   | 13   | 14   |
| 29   | 15   | 16   | 17   | 18   | 19   | 20   | 21   |
| 30   | 22   | 23   | 24   | 25   | 26   | 27   | 28   |
| 31   | 29   | 30   | 31   |      |      |      |      |

| August | August | August | August | August | August | August | August |
| Kw     | Mo     | Di     | Mi     | Do     | Fr     | Sa     | So     |
| ------ | ------ | ------ | ------ | ------ | ------ | ------ | ------ |
| 31     |        |        |        | 1      | 2      | 3      | 4      |
| 32     | 5      | 6      | 7      | 8      | 9      | 10     | 11     |
| 33     | 12     | 13     | 14     | 15     | 16     | 17     | 18     |
| 34     | 19     | 20     | 21     | 22     | 23     | 24     | 25     |
| 35     | 26     | 27     | 28     | 29     | 30     | 31     |        |

| September | September | September | September | September | September | September | September |
| Kw        | Mo        | Di        | Mi        | Do        | Fr        | Sa        | So        |
| --------- | --------- | --------- | --------- | --------- | --------- | --------- | --------- |
| 35        |           |           |           |           |           |           | 1         |
| 36        | 2         | 3         | 4         | 5         | 6         | 7         | 8         |
| 37        | 9         | 10        | 11        | 12        | 13        | 14        | 15        |
| 38        | 16        | 17        | 18        | 19        | 20        | 21        | 22        |
| 39        | 23        | 24        | 25        | 26        | 27        | 28        | 29        |
| 40        | 30        |           |           |           |           |           |           |

| Oktober | Oktober | Oktober | Oktober | Oktober | Oktober | Oktober | Oktober |
| Kw      | Mo      | Di      | Mi      | Do      | Fr      | Sa      | So      |
| ------- | ------- | ------- | ------- | ------- | ------- | ------- | ------- |
| 40      |         | 1       | 2       | 3       | 4       | 5       | 6       |
| 41      | 7       | 8       | 9       | 10      | 11      | 12      | 13      |
| 42      | 14      | 15      | 16      | 17      | 18      | 19      | 20      |
| 43      | 21      | 22      | 23      | 24      | 25      | 26      | 27      |
| 44      | 28      | 29      | 30      | 31      |         |         |         |

| November | November | November | November | November | November | November | November |
| Kw       | Mo       | Di       | Mi       | Do       | Fr       | Sa       | So       |
| -------- | -------- | -------- | -------- | -------- | -------- | -------- | -------- |
| 44       |          |          |          |          | 1        | 2        | 3        |
| 45       | 4        | 5        | 6        | 7        | 8        | 9        | 10       |
| 46       | 11       | 12       | 13       | 14       | 15       | 16       | 17       |
| 47       | 18       | 19       | 20       | 21       | 22       | 23       | 24       |
| 48       | 25       | 26       | 27       | 28       | 29       | 30       |          |

| Dezember | Dezember | Dezember | Dezember | Dezember | Dezember | Dezember | Dezember |
| Kw       | Mo       | Di       | Mi       | Do       | Fr       | Sa       | So       |
| -------- | -------- | -------- | -------- | -------- | -------- | -------- | -------- |
| 48       |          |          |          |          |          |          | 1        |
| 49       | 2        | 3        | 4        | 5        | 6        | 7        | 8        |
| 50       | 9        | 10       | 11       | 12       | 13       | 14       | 15       |
| 51       | 16       | 17       | 18       | 19       | 20       | 21       | 22       |
| 52       | 23       | 24       | 25       | 26       | 27       | 28       | 29       |
| 1        | 30       | 31       |          |          |          |          |          |

| Januar | Januar | Januar | Januar | Januar | Januar | Januar | Januar |
| Kw     | Mo     | Di     | Mi     | Do     | Fr     | Sa     | So     |
| ------ | ------ | ------ | ------ | ------ | ------ | ------ | ------ |
| 1      | 1      | 2      | 3      | 4      | 5      | 6      | 7      |
| 2      | 8      | 9      | 10     | 11     | 12     | 13     | 14     |
| 3      | 15     | 16     | 17     | 18     | 19     | 20     | 21     |
| 4      | 22     | 23     | 24     | 25     | 26     | 27     | 28     |
| 5      | 29     | 30     | 31     |        |        |        |        |

| Februar | Februar | Februar | Februar | Februar | Februar | Februar | Februar |
| Kw      | Mo      | Di      | Mi      | Do      | Fr      | Sa      | So      |
| ------- | ------- | ------- | ------- | ------- | ------- | ------- | ------- |
| 5       |         |         |         | 1       | 2       | 3       | 4       |
| 6       | 5       | 6       | 7       | 8       | 9       | 10      | 11      |
| 7       | 12      | 13      | 14      | 15      | 16      | 17      | 18      |
| 8       | 19      | 20      | 21      | 22      | 23      | 24      | 25      |
| 9       | 26      | 27      | 28      | 29      |         |         |         |

| März | März | März | März | März | März | März | März |
| Kw   | Mo   | Di   | Mi   | Do   | Fr   | Sa   | So   |
| ---- | ---- | ---- | ---- | ---- | ---- | ---- | ---- |
| 9    |      |      |      |      | 1    | 2    | 3    |
| 10   | 4    | 5    | 6    | 7    | 8    | 9    | 10   |
| 11   | 11   | 12   | 13   | 14   | 15   | 16   | 17   |
| 12   | 18   | 19   | 20   | 21   | 22   | 23   | 24   |
| 13   | 25   | 26   | 27   | 28   | 29   | 30   | 31   |

| April | April | April | April | April | April | April | April |
| Kw    | Mo    | Di    | Mi    | Do    | Fr    | Sa    | So    |
| ----- | ----- | ----- | ----- | ----- | ----- | ----- | ----- |
| 14    | 1     | 2     | 3     | 4     | 5     | 6     | 7     |
| 15    | 8     | 9     | 10    | 11    | 12    | 13    | 14    |
| 16    | 15    | 16    | 17    | 18    | 19    | 20    | 21    |
| 17    | 22    | 23    | 24    | 25    | 26    | 27    | 28    |
| 18    | 29    | 30    |       |       |       |       |       |

| Mai | Mai | Mai | Mai | Mai | Mai | Mai | Mai |
| Kw  | Mo  | Di  | Mi  | Do  | Fr  | Sa  | So  |
| --- | --- | --- | --- | --- | --- | --- | --- |
| 18  |     |     | 1   | 2   | 3   | 4   | 5   |
| 19  | 6   | 7   | 8   | 9   | 10  | 11  | 12  |
| 20  | 13  | 14  | 15  | 16  | 17  | 18  | 19  |
| 21  | 20  | 21  | 22  | 23  | 24  | 25  | 26  |
| 22  | 27  | 28  | 29  | 30  | 31  |     |     |

| Juni | Juni | Juni | Juni | Juni | Juni | Juni | Juni |
| Kw   | Mo   | Di   | Mi   | Do   | Fr   | Sa   | So   |
| ---- | ---- | ---- | ---- | ---- | ---- | ---- | ---- |
| 22   |      |      |      |      |      | 1    | 2    |
| 23   | 3    | 4    | 5    | 6    | 7    | 8    | 9    |
| 24   | 10   | 11   | 12   | 13   | 14   | 15   | 16   |
| 25   | 17   | 18   | 19   | 20   | 21   | 22   | 23   |
| 26   | 24   | 25   | 26   | 27   | 28   | 29   | 30   |

| Juli | Juli | Juli | Juli | Juli | Juli | Juli | Juli |
| Kw   | Mo   | Di   | Mi   | Do   | Fr   | Sa   | So   |
| ---- | ---- | ---- | ---- | ---- | ---- | ---- | ---- |
| 27   | 1    | 2    | 3    | 4    | 5    | 6    | 7    |
| 28   | 8    | 9    | 10   | 11   | 12   | 13   | 14   |
| 29   | 15   | 16   | 17   | 18   | 19   | 20   | 21   |
| 30   | 22   | 23   | 24   | 25   | 26   | 27   | 28   |
| 31   | 29   | 30   | 31   |      |      |      |      |

| August | August | August | August | August | August | August | August |
| Kw     | Mo     | Di     | Mi     | Do     | Fr     | Sa     | So     |
| ------ | ------ | ------ | ------ | ------ | ------ | ------ | ------ |
| 31     |        |        |        | 1      | 2      | 3      | 4      |
| 32     | 5      | 6      | 7      | 8      | 9      | 10     | 11     |
| 33     | 12     | 13     | 14     | 15     | 16     | 17     | 18     |
| 34     | 19     | 20     | 21     | 22     | 23     | 24     | 25     |
| 35     | 26     | 27     | 28     | 29     | 30     | 31     |        |

| September | September | September | September | September | September | September | September |
| Kw        | Mo        | Di        | Mi        | Do        | Fr        | Sa        | So        |
| --------- | --------- | --------- | --------- | --------- | --------- | --------- | --------- |
| 35        |           |           |           |           |           |           | 1         |
| 36        | 2         | 3         | 4         | 5         | 6         | 7         | 8         |
| 37        | 9         | 10        | 11        | 12        | 13        | 14        | 15        |
| 38        | 16        | 17        | 18        | 19        | 20        | 21        | 22        |
| 39        | 23        | 24        | 25        | 26        | 27        | 28        | 29        |
| 40        | 30        |           |           |           |           |           |           |

| Oktober | Oktober | Oktober | Oktober | Oktober | Oktober | Oktober | Oktober |
| Kw      | Mo      | Di      | Mi      | Do      | Fr      | Sa      | So      |
| ------- | ------- | ------- | ------- | ------- | ------- | ------- | ------- |
| 40      |         | 1       | 2       | 3       | 4       | 5       | 6       |
| 41      | 7       | 8       | 9       | 10      | 11      | 12      | 13      |
| 42      | 14      | 15      | 16      | 17      | 18      | 19      | 20      |
| 43      | 21      | 22      | 23      | 24      | 25      | 26      | 27      |
| 44      | 28      | 29      | 30      | 31      |         |         |         |

| November | November | November | November | November | November | November | November |
| Kw       | Mo       | Di       | Mi       | Do       | Fr       | Sa       | So       |
| -------- | -------- | -------- | -------- | -------- | -------- | -------- | -------- |
| 44       |          |          |          |          | 1        | 2        | 3        |
| 45       | 4        | 5        | 6        | 7        | 8        | 9        | 10       |
| 46       | 11       | 12       | 13       | 14       | 15       | 16       | 17       |
| 47       | 18       | 19       | 20       | 21       | 22       | 23       | 24       |
| 48       | 25       | 26       | 27       | 28       | 29       | 30       |          |

| Dezember | Dezember | Dezember | Dezember | Dezember | Dezember | Dezember | Dezember |
| Kw       | Mo       | Di       | Mi       | Do       | Fr       | Sa       | So       |
| -------- | -------- | -------- | -------- | -------- | -------- | -------- | -------- |
| 48       |          |          |          |          |          |          | 1        |
| 49       | 2        | 3        | 4        | 5        | 6        | 7        | 8        |
| 50       | 9        | 10       | 11       | 12       | 13       | 14       | 15       |
| 51       | 16       | 17       | 18       | 19       | 20       | 21       | 22       |
| 52       | 23       | 24       | 25       | 26       | 27       | 28       | 29       |
| 1        | 30       | 31       |          |          |          |          |          |

## Ereignisse

### Politik und Weltgeschehen

#### Europa
- 6. März: Nach viereinhalb Jahren als Doge von Venedig dankt Jacopo Contarini ab. Grund dafür ist wahrscheinlich die Auseinandersetzung mit Papst Nikolaus III., der der Seerepublik wegen Streitigkeiten über die Vorherrschaft über Ancona mit der Exkommunikation gedroht hat. Zu Jacopos Nachfolger wird Giovanni Dandolo gewählt, der sich als Befehlshaber der venezianischen Flottenverbände gerade auf einer Militäraktion gegen Triest und Istrien befindet.

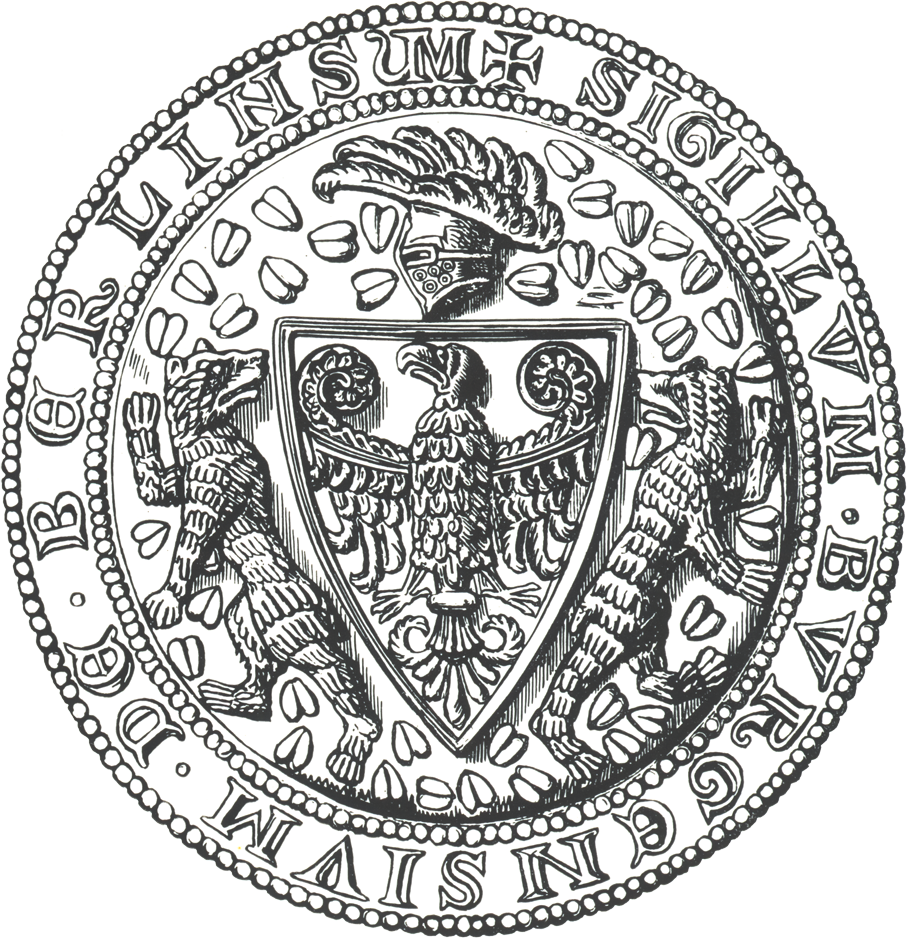
Zweitältestes Siegel Berlins von 1280

- 22. März: Der Berliner Bär schmückt erstmals nachweislich das Wappen von Berlin. Er befindet sich auf dem Siegel eines Gildebriefs der Berliner Kürschner. Im Zentrum des Siegels befindet sich der Brandenburgische Adler.
- 9. Mai: Magnus VI. von Norwegen stirbt im Alter von 42 Jahren. Sein minderjähriger Sohn Erik II. wird am 2. Juli in der Christkirche in Bergen von Erzbischof Jon Raude und sieben weiteren Bischöfen zum König von Norwegen gekrönt. Gleichzeitig findet eine Bischofssynode und ein Reichstag statt, auf dem eine Vormundschaftsregierung aus Baronen und Amtsträgern aus dem königlichen Gefolge für den noch minderjährigen König gebildet wird. Aller Wahrscheinlichkeit nach gehört auch die Königinwitwe Ingeborg Eriksdatter diesem Gremium an, das erstmals in der norwegischen Geschichte ausdrücklich als „Königlicher Rat“ bezeichnet wird. Die Spannungen zur Kirche treten schon in den Krönungsverhandlungen zu Tage. In seinem Krönungseid verspricht Erik, die finanziellen und geistlichen Rechte der Kirche anzuerkennen. Aber unmittelbar nach der Krönung erlässt die Vormundschaftsregierung eine umfangreiche Gesetzesänderung zu Lasten der Kirche. Erzbischof Jon Raude lässt daraufhin auf der gleichzeitigen Synode ein umfangreiches Statut beschließen, in dem er die kirchliche Gesetzgebungszuständigkeit in Kirchensachen festschreibt und jedem den Kirchenbann androht, der in diese Rechte eingreifen sollte.
- um 1280: Die Satzung von Alsnö wird erlassen, die die Grundlage für die Entstehung eines schwedischen Adelsstandes bildet.

#### Urkundliche Ersterwähnungen, Markt- und Stadtrechte
- Amsteg, Biberstein, Cortaillod, Drebkau, Friedlingen, Isenthal, Ormalingen und Wenslingen werden erstmals urkundlich erwähnt.
- Wolfratshausen erhält das Marktrecht.

### Wirtschaft
- Florenz ist führend im westeuropäischen Wirtschaftsleben durch Tuchindustrie und Bankwesen. Die obersten Zünfte entreißen dem Adel die Macht. Die Stadt erhält eine Verfassung.
- Aufstand der flandrischen Textilhandwerker gegen die patrizischen Kaufleute und Verleger, von denen (als Eigentümer der Rohstoffe) sie abhängig sind
- um 1280: Die Hanse eröffnet ein Kontor in London.

### Wissenschaft und Technik
- In einer Predigt aus dem Jahr 1300 erwähnt der Dominikaner Giordano da Rivalto, dass es keine 20 Jahre her sei, dass die Brille erfunden worden sei.
- um 1280: Briani erfindet zu Venedig den künstlichen Aventurin, eine Glasmasse, die mit winzigen goldglänzenden Kristallen durchsetzt ist.

### Kultur

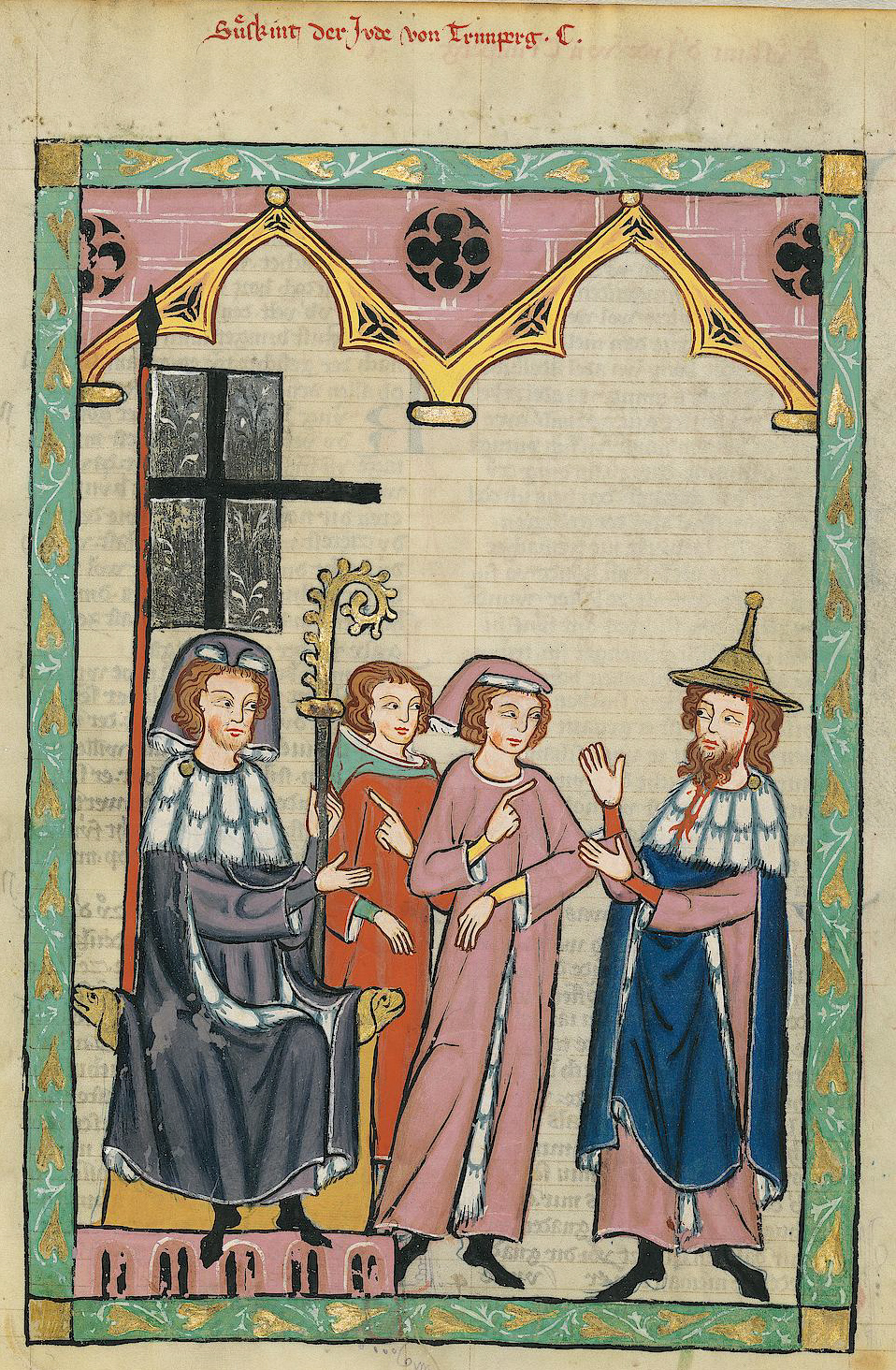
Süßkind, der Jude von Trimberg (Codex Manesse, 14. Jh.)

- Zwischen 1240 und diesem Jahr (geschätzt) entsteht das Hauptwerk der älteren Kabbala, das Buch Sohar, das später zu einem kanonischen Text der Kabbala werden wird.
- um 1280: Aegidius Romanus schreibt für Philipp den Schönen von Frankreich seinen im Mittelalter sehr beliebten Fürstenspiegel De regimine principum.
- um 1280: Süezkint der Jude von Trimperg, mittelhochdeutscher Spruchdichter, ist der einzige bezeugte jüdische Dichter der deutschen Literatur des Mittelalters.
- um 1280: Jean de Meung, der an der Artistenfakultät der Pariser Universität lehrt, fügt dem von Guillaume de Lorris etwa 40 Jahre früher verfassten höfisch-allegorischen Liebesroman Roman de la Rose (einer der ersten großen französischen bürgerlichen Romandichtungen) weit über 17.000 Verse hinzu, die sich im Gehalt von dem älteren Teil grundsätzlich unterscheiden und in enzyklopädischer Weise das auf Aristoteles aufbauende Wissen jener Zeit darlegen.

### Religion
- 22. August: Nach dem Tode Papst Nikolaus’ III. treten die zur Wahl seines Nachfolgers berufenen Kardinäle zum Konklave in Viterbo zusammen. Um die Hausmacht der französischen Kardinäle zu stärken, ist mit Kardinal Matteo Orsini ein Verwandter des verstorbenen Papstes vorsorglich verhaftet worden. In einem halbjährigen, von machtpolitischen Auseinandersetzungen geprägten Konklave können die Beteiligten sich bis zum Ende des Jahres nicht auf einen Nachfolger einigen.
- Die erste Kirche Santa Maria Gloriosa dei Frari in Venedig wird konsekriert.

### Natur und Umwelt
- Wetter: niederschlagsreiches Jahr

## Geboren

### Genaues Geburtsdatum unbekannt
- Birger Magnusson, König von Schweden († 1321)
- Jean II., Dauphin von Viennois († 1319)
- Öldscheitü, Ilchan von Persien († 1316)
- Hermann Swerting, deutsch-gotländischer Hansekaufmann und Bürgermeister in Visby († 1342)

### Geboren um 1280
- Antonius Andreae, spanischer Franziskaner († 1320)
- Petrus Aureoli, aquitanischer Franziskaner, Theologe und Philosoph († 1322)
- Pål Bårdsson, Erzbischof von Nidaros († 1346)
- Isabella Bruce, Königin von Norwegen († 1358)
- John Crab, holländischer Kaufmann und Pirat († um 1352)
- Henry of Lancaster, 3. Earl of Lancaster sowie Earl of Leicester, englischer Magnat, Lord High Steward of England († 1345)
- Waldemar, Markgraf der Mark Brandenburg († 1319)

## Gestorben

### Todesdatum gesichert
- 12. Februar: Nicholas of Ely, englischer Geistlicher und Politiker, königlicher Kanzler und Treasurer, Bischof von Worcester und Winchester
- 6. April: Jacopo Contarini, 47. Doge von Venedig (* um 1193)
- 9. Mai: Magnus Håkonsson, König von Norwegen (* 1238)

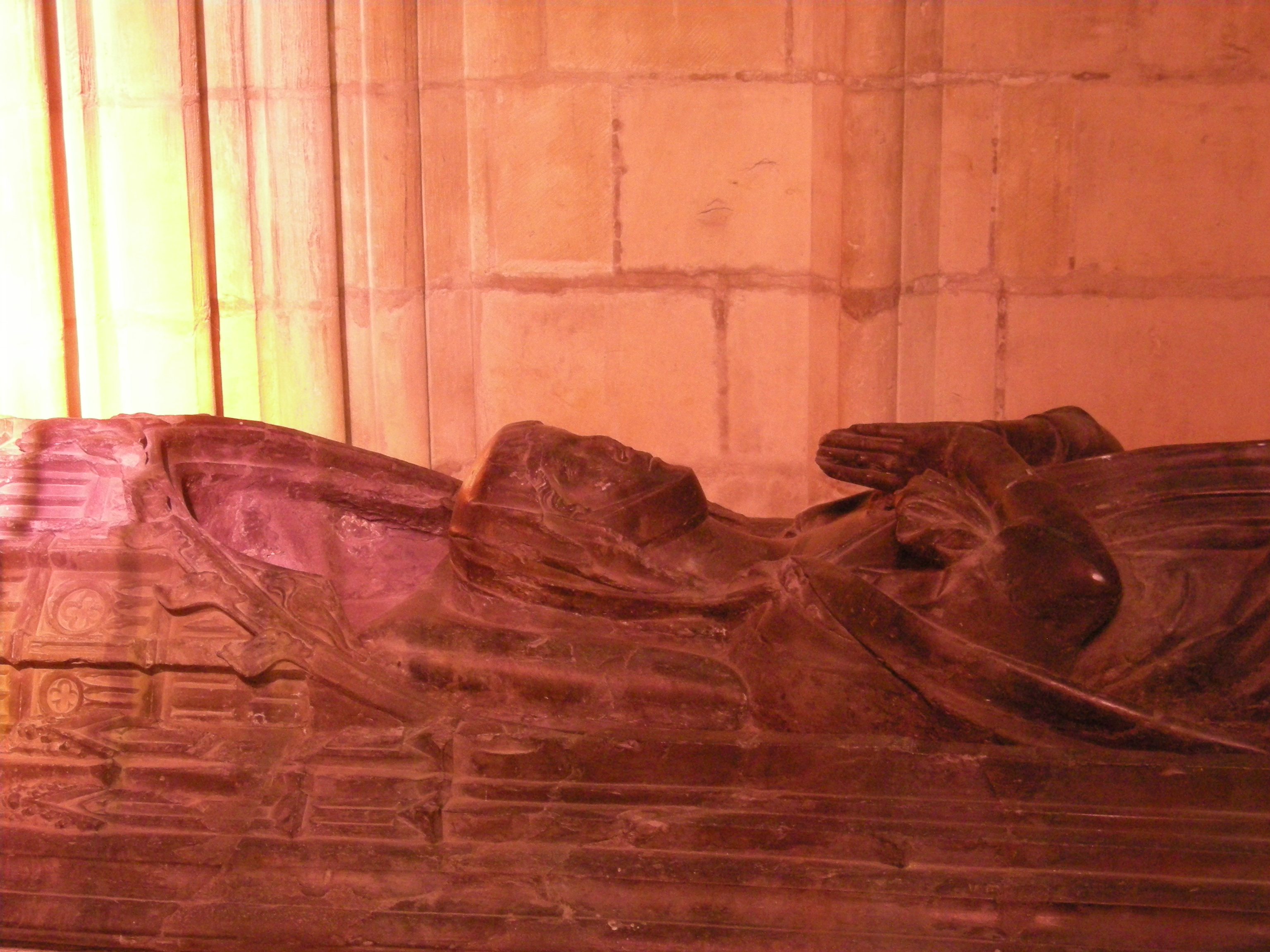
Jolanthe von Burgund, Grab in der Kathedrale von Nevers

- 2. Juni: Jolanthe von Burgund, Gräfin von Nevers sowie Gräfin von Auxerre und Tonnerre (* 1247)
- 9. Juni: Herebord von Bismarck, Gildemeister und Schultheiß in Stendal (* um 1200)

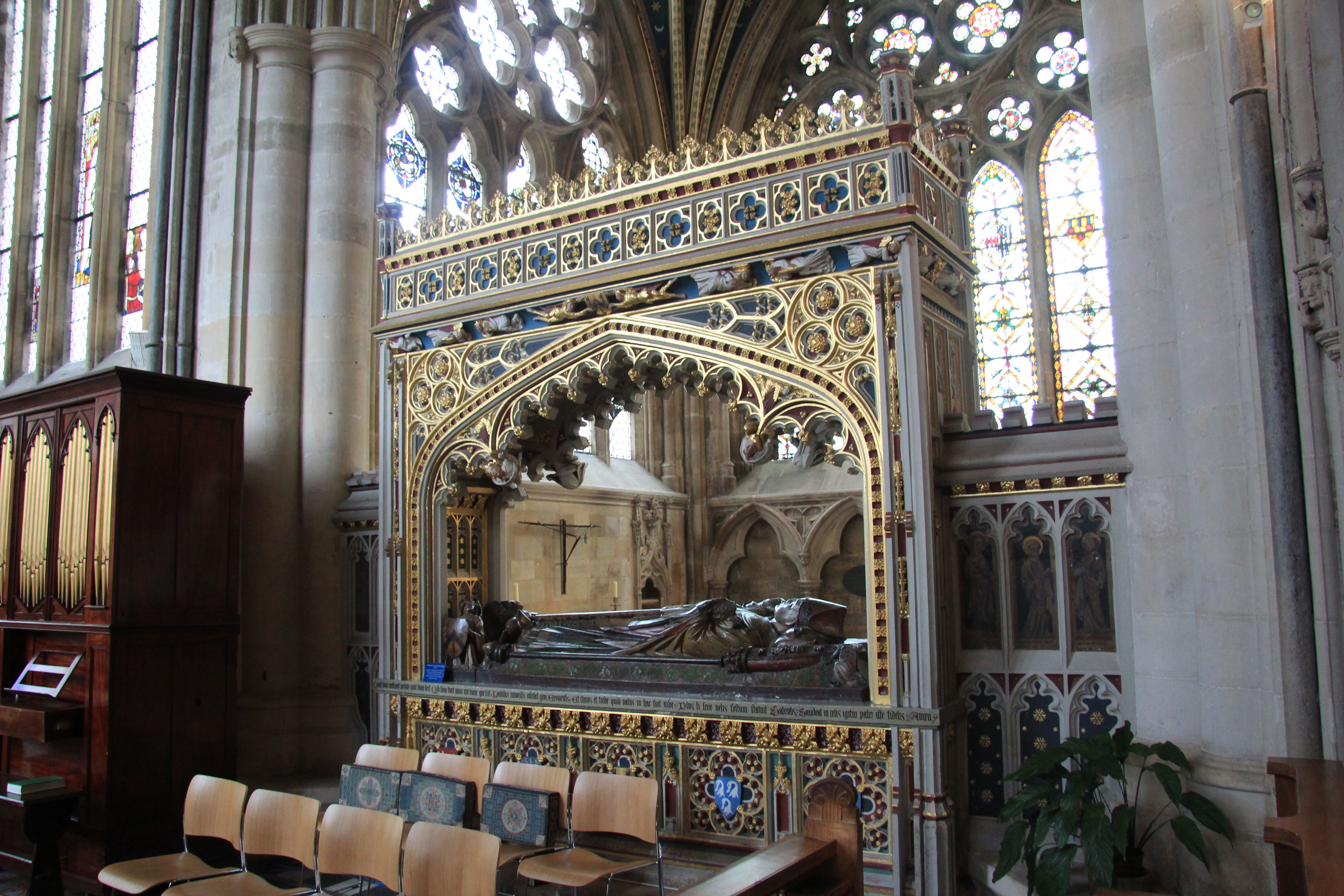
Grabdenkmal von Walter of Bronescombe in der Kathedrale von Exeter

- 22. Juli: Walter of Bronescombe, Bischof von Exeter (* um 1200)
- 22. August: Giovanni Gaetano Orsini, unter dem Namen Nikolaus III. Papst (* um 1216)
- 4. Oktober: Hartmann I., Graf von Grüningen
- 4. Oktober: Hartmann III., Graf von Grüningen (strittig) (* vor 1252)
- 15. November: Albertus Magnus, deutscher Philosoph und Naturwissenschaftler, Bischof von Regensburg, Heiliger und Kirchenlehrer der katholischen Kirche (* 1200)
- 7. Dezember: Hugo I., Graf von Werdenberg-Heiligenberg

### Genaues Todesdatum unbekannt
- Februar: Petrus von Passau, Fürstbischof von Passau
- Ende des Jahres: Jacopo Contarini, Doge von Venedig
- Berke Qan, Sultan der Mamluken in Ägypten (* 1258)
- Enni Ben’en, buddhistischer Mönch aus Japan (* 1202)
- Johann I. de la Roche, Herzog von Athen
- Margarete II., Gräfin von Flandern (* 1202)
- Meinher von Neuenburg, Bischof von Naumburg
- Möngke Timur, Khan der Goldenen Horde
- Wilhelm XI., Graf von Auvergne und Boulogne
- Yahya II. al-Wathiq, Kalif der Hafsiden in Ifriqiya